# Krutolójnoie
Krutolójnoie (en rus: Крутоложное) és un poble de l'óblast de Tomsk, a Rússia, que el 2015 tenia 355 habitants.